# 羅馬站 (莫斯科地鐵)
羅馬站（羅馬化：Rimskaya）是莫斯科地鐵柳布林諾－德米特羅夫線的一個車站。羅馬站開通於1995年12月28日，是柳布林諾－德米特羅夫線最早開通的車站之一。 

## 外部連結
- （俄文） Metro.ru （页面存档备份，存于）
- （俄文） MyMetro.ru （页面存档备份，存于）
- （俄文） News.metro.ru （页面存档备份，存于）
- （英文） KartaMetro.info — Station location and exits on Moscow map (English/Russian)